# Duck Walk

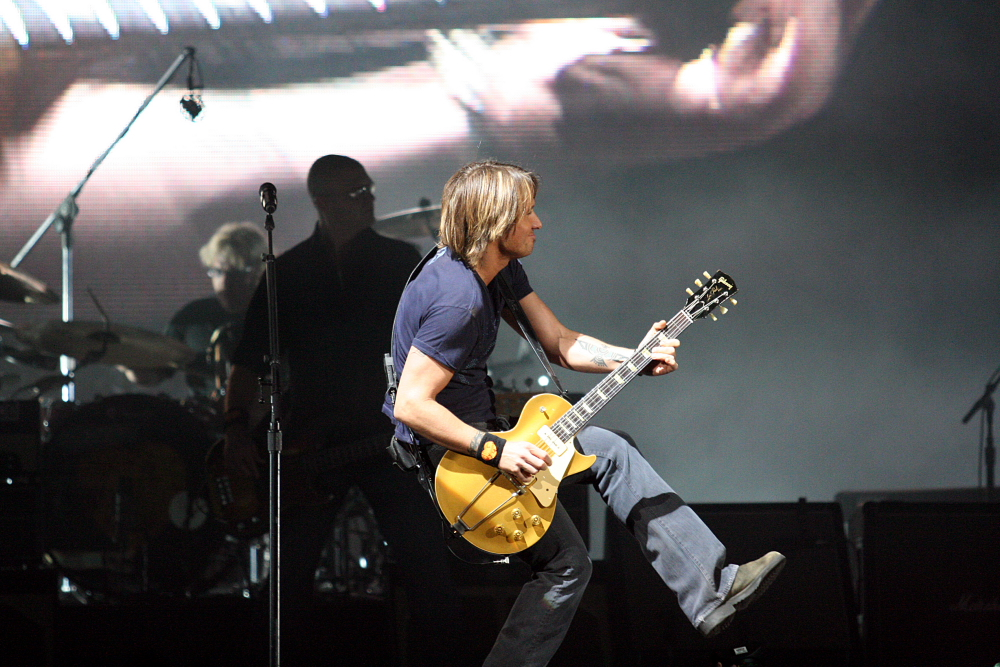
Keith Urban wykonuje Duck Walk

Duck Walk (Kaczy Chód) – sposób poruszania się gitarzysty na scenie, pierwszy raz wykonany przez Chucka Berry’ego. Tę metodę poruszania się po Berrym przejęli Angus Young, gitarzysta hardrockowego zespołu AC/DC, oraz Rory Gallagher. Duck Walk polega na skakaniu na jednej nodze przy jednoczesnym poruszaniu drugą w przód i w tył, co przypomina chód kaczki. Duck Walk w wykonaniu Angusa Younga jest o wiele bardziej agresywny niż w wykonaniu Chucka Berry’ego.